# Villa Brignole Sale Duchessa di Galliera
Villa Brignole Sale Duchessa di Galliera è una villa nobiliare genovese ubicata nel quartiere di Voltri sui colli Castellaro e Givi. Si è sviluppata in seguito all'annessione successiva di diverse proprietà.

## Storia
Nel 1675 la villa fu acquistata da Giovanni Francesco Brignole Sale, dopo lavori di ampliamento i Brignole Sale la rinominarono villa Grande.
Nel 1699 il marchese Anton Giulio Brignole Sale commissionò i lavori di costruzione del giardino formale terminati nel 1711. Al doge Giovanni Francesco Brignole Sale si devono nel 1746 le terrazze, lo stemma e la scalea. Nel 1780 il voltrese Giuseppe Canepa decorò gli interni della villa in stile rococò a cui seguì l'intervento di Gaetano Cantone per la realizzazione del teatro storico. Nel 1803 vi lavorò Emanuele Andrea Tagliafichi che progetto un parco all'inglese e si dedicò ad alcuni interni del palazzo. Nel 1814 Carlo Barabino completò il bosco detto "del Leone" e nel 1872, Maria Brignole Sale De Ferrari, duchessa di Galliera, fece realizzare il vasto giardino romantico progettato da Luigi Rovelli. Nel 1888 la duchessa la lasciò in eredità perpetua all'Opera Pia Brignole Sale. Dal 1931 è in uso al comune di Genova, inizialmente in affitto e poi dal 1985 in proprietà tranne il palazzo e l'antistante giardino.
Negli anni ha ospitato diversi ospiti illustri tra cui: Luisa Maria Adelaide di Borbone-Penthièvre, Maria Cristina di Savoia, Ferdinando II di Borbone, re Carlo Alberto, la regina Maria Teresa d'Asburgo e gli imperatori Francesco Giuseppe d'Austria e Guglielmo II di Germania.
Il giardino divenne famoso nella prima metà dell'Ottocento per le sue camelie e la collezione di agrumi, talmente apprezzati che venivano inviati regolarmente come regalo a Maria Teresa, regina di Sardegna e moglie di Carlo Alberto di Savoia. Di quegli anni è la rappresentazione di M.P. Gauthier e la descrizione fatta dal giornalista e storico Davide Bertolotti nel 1832: "tra principesche sale, nel mezzo di giardini e boschi di rinomanza europea".
Negli ultimi anni della seconda guerra mondiale le truppe tedesche la dotarono di opere difensive per il controllo della costa e delle valli Leira e Cerusa. Mentre le trincee non sono più visibili sono ancora presenti bunker di vedetta e di ricovero.
Dal 1992 il parco ha subito una serie di danni provocati da atti vandalici e da una mancanza di manutenzione sufficiente dovuta alla carenza di giardinieri in loco. Il comune di Genova, tuttavia, ha provveduto al restauro del giardino all'italiana, delle dépendance e dell'impianto scenografico delle cascate e le terrazze panoramiche costruite nel XVIII secolo alle spalle del palazzo. Dopo ulteriori anni di decadenza, l'attuale gestore, ATI Villa Galliera, con il comune di Genova ed ASTer e gli studenti dell'Istituto Agrario B.Marsano di Genova S.IS.Ilario, ha continuato i lavori di restauro del Giardino all'italiana riproponendo (2018/2020) le aiuole di gusto vittoriano progettate dal Rovelli. Gli stessi soggetti hanno attuato importanti lavori di recupero (2021) della zona del Caffè e del Castello del Belvedere ripristinando anche una parziale vista mare sul lato di ponente. Nell'aprile del 2022 è stata recuperata la dantesca valle del Leone con la pulizia e la ricollocazione dei marmi, nonché ripristinato il laghetto scomparso da più di settanta anni.

## Descrizione
Il corpo più antico denominato "Paraxo" era stato fatto costruire dalla famiglia aristocratica Mandillo. Il corpo centrale, sormontato al centro dallo stemma dei Brignole, corrisponde al nucleo originario secentesco mentre le due ali sono state aggiunte in un secondo tempo.
Contrariamente ai canoni abituali, l'ingresso principale non è situato al centro dell'edificio ma sotto un portico posto sotto l'ala ad oriente. Gli interni conservano affreschi settecenteschi e decorazioni in stile rococò. Di particolare pregio la Sala delle Conchiglie. Sul retro trova spazio un interessante giardino d'inverno. Contiene anche un teatro inaugurato nel 1786 e riadibito a ospitare spettacoli nel 2010 dopo restauri.
La villa – collocata su una terrazza a mezza costa a cui si accede da due monumentali scale simmetriche – ha anche delle dépendance: il Caffè, la Latteria e il Castello Belvedere che dopo anni di decadenza sono state ristrutturate utilizzando i finanziamenti elargiti in occasione delle manifestazioni colombiane del 1992.

### Parco
Il parco della villa, attualmente adibita dal comune a parco urbano si estende per circa 32 ettari di cui 25 visitabili.
La fruizione del parco è libera e gratuita. Sono a pagamento solo le visite guidate e parte degli eventi organizzati dall'attuale gestore, ATI Villa Galliera (formata da associazioni che basano la propria attività sul volontariato), che gestisce il parco in concessione dal comune di Genova dal 2017.
È costituito da una parte a giardino formale, nei dintorni della villa, con elementi botanici classici dei giardini dell'epoca quali cedri, ginepri della Virginia, cipressi, ippocastani, magnolie, e palme. Con i restauri effettuati nel corso del 2013 è stata ricostituita la collezione di amarillidacee e piante sudafricane, secondo gli elenchi dei giardinieri della Duchessa: spiccano per la loro fioritura Amaryllis, Hippeastrum, Agapanthus e Nerine. Il bosco romantico si presenta con innesti di vegetazione tipica ligure quali pini marittimi e lecci ed un'altra tipicamente agricola con olivi e alberi da frutto e abitazioni contadine. Tra le specie della flora spontanea si segnalano crocus biflorus, iris foetidissima e l'orchidacea spiranthes spiralis, entità piuttosto rare in Liguria.
Nella valle del Leone, restaurata nella primavera del 2022, è stato realizzato un bosco ispirato alla Divina Commedia, con la porta degli inferi, la lonza (ricollocata, dopo anni di assenza, nella sua grotta) e il monumento a Dante Alighieri e Gabriello Chiabrera.
Nel cuore del parco, l'area del Belvedere (1872) ideata da Giuseppe Rovelli è frutto di un ardito progetto di modellazione del terreno, con un'imponente grotta attraversata da ruscelli e spaccata da una cascata che proveniente dall'antro posto nei sotterranei del castello.
In una spianata erbosa si trovano recinti con daini e caprette tibetane. Subito fuori di due dei cancelli del parco vi sono due chiese: in basso il convento di San Francesco, ora in disuso, e il santuario della Madonna delle Grazie (intitolato anche a san Nicolò) in cima alla collina.
Nella parte alta è conglobata la porta nord all'abitato di Voltri inserita nella cinta muraria medioevale in parte ancora presente all'interno del parco.